# Georgios A. Megas
Geōrgios Megas (Mesembria, 13 agosto 1893 – Atene, 22 ottobre 1976) è stato un insegnante, germanista, ellenista, accademico ed esperto di folklore greco.

## Biografia
Geōrgios A. Megas, nacque a Mesembria, nella Rumelia orientale, il 13 agosto 1893, dallo scrittore ed educatore Anastasios Megas. Dopo gli studi superiori a Siatista, nella stessa scuola frequentata anche da suo padre, si trasferì nella capitale dove studiò filologia all'Università di Atene con una borsa di studio. Nel 1913 si laureò con lode. All'inizio, nel 1914, fu nominato insegnante di greco a Siatista, successivamente prestando servizio anche a Menidi, Atene, e Salonicco, fino al 1920. Su suggerimento del collega Politis, venne assegnato all'Archivio del Folklore all'Accademia di Atene. Nel 1925 fu nominato professore della Facoltà di Filosofia dell'Università di Atene, per approfondire l'argomento della sua tesi «Βιβλίον ωμοπλατοσκοπίας εκ κώδικος της Εθνικής Βιβλιοθήκης Αθηνών» (trad. lett. "Trattato sull'omoplatoscopia dal codice della Biblioteca Nazionale di Atene"). L'anno successivo proseguì gli studi in Germania (Lipsia-Berlino), in filologia classica e folklore. Ritornato nel 1930, divenne insegnante di liceo ad Atene e dal 1936 al 1955 direttore dell'Archivio sul folklore dell'Accademia moderna (presso la quale aveva già restato servizio). Nel 1947 fu eletto professore di folklore all'Università di Atene, e nel 1952 fu nominato in ruolo per la materia, poi nel 1969 membro onorario dell'Accademia di Atene. Nel 1960 divenne presidente della Società ellenica di studi folkloristici ("Ελληνική Λαογραφική Εταιρεία"), nel mentre raccogliendo e pubblicando molti racconti del popolo greco: narrazioni fantastiche, storie e, propriamente fiabe, che riflettono la vita, gli usi e i costumi, i pregiudizi, le superstizioni e i loro valori. Fu il primo ad utilizzare il sistema internazionale di "Aarne-Thompson" per classificare le narrazioni popolari oltreché in base al luogo geografico di provenienza, e stilando una data storica di quando ha avuto inizio ogni singolo racconto. Nella sua pubblicazione sulle fiabe, alla fine del libro viene sempre presentata la tipologia a cui appartiene ogni racconto (favola, mito-leggenda o fiaba), la sua origine e le sue varianti. Ha anche compilato diversi libri di lettura per la scuola elementare.
Geōrgios A. Megas è stato il primo folclorista ad essere eletto membro dell'Accademia di Atene. Su sua iniziativa venne fondato l'Annuario dell'Archivio del Folklore. È stato anche membro di numerose società folcloristiche all'estero e ha ricevuto numerosi premi per il suo lavoro.
Morì ad Atene il 22 ottobre 1976, a causa di un incidente stradale.

## Opera
Megas considerava la tradizione nazionale come l'elemento principale della sua disciplina e, seguendo le idee dei teorici tedeschi di folklore del XIX secolo: «la conoscenza del temperamento mentale della popolazione». Così insistette successivamente su qualcosa che lo portò a concludere sulla sopravvivenza degli elementi della religione greca antica nei costumi popolari (ad esempio il culto di Asclepio). Per questo si unisce ai continuatori dello studio sul folklore tradizionale ellenico (Nikolaos Politis e Stilpon Kyriakidis). Aggiunse anche nella sua ricerca e divulgazione delle nozioni sociologiche e di prospettiva sociale, qualcosa che «lo pone all'avanguardia dei folcloristi moderni». Studiò l'architettura vernacolare e il suo rapporto con l'ambiente, e nel 1913 si laureò con lode. Riavviò anche la Collezione Nazionale di Musica, fondata nel 1914 e inclusa nell'Archivio del Folklore dal 1927, quando i musicisti Spyros Peristerīs e Spyros Skiadaresis vi furono allontanati per una sua scelta di direzione, e furono acquistate per la prima volta macchine fonolettiche. Alki Kyriakidou-Nestoros afferma che Megas seguì il metodo storico-geografico legato alle varie forme di letteratura popolare e fiabesca pur attribuendogli una mentalità etnocentrica nel suo lavoro sul "Canto di Arta" (Τραγούδι του Γιοφυριού της Άρτας) perché cercò di dimostrare «la superiorità della cultura greca nell'area balcanica».

## Pubblicazioni
- Παραμύθια (Fiabe e racconti popolari ellenici; che contiene, tra le tante, Myrsina), prima edizione 1927;
- Η Θυσία του Αβραάμ (Il sacrificio di Abramo), edizione critica, 1943;
- Ζητήματα Ελληνικής Λαογραφίας (Questioni nel folklore greco), 1945;
- Ανατολική Ρουμελία (Rumelia orientale), 1945;
- Θεσσαλικαί οικήσεις (Abitazioni della Tessaglia), 1946;
- Έχουν οι Βούλγαροι εθνικο έπος (I Bulgari hanno un'epopea nazionale?), 1946;
- Η Ελληνική οικία, ιστορική εξέλιξη στη Βαλκανική (La casa greca, sviluppo storico nei Balcani), 1949;
- Η λαϊκή κατοικία της Δωδεκαννήσου (La residenza popolare del Dodecaneso), 1949;
- The Greek house (La casa greca), 1951;
- Ελληνικαί εορταί και έθιμα της λαϊκής λατρείας (Feste greche e usi del culto popolare), prima edizione, 1956;
- Amor und Psyche in der Griechichen Volksuberlieferung, Accademia di Atene, 1971;
- Γεωργίου Χούμνου: Η κοσμογέννησις. Ανέκδοτον στιχούργημα του ΙΕ΄ αιώνος (Georgios Choumnos: la nascita del mondo. Poema aneddotico dell'XI secolo), edizione critica, Accademia di Atene, 1975;
- Το τραγούδι του γεφυριού της Άρτας (Il canto di Arta) [1971] in Folklore, volume KZ΄, Atene, pp. 28–211.